# اچ‌ام‌اس رزولوشن (۱۸۹۲)
اچ‌ام‌اس رزولوشن (۱۸۹۲) (به انگلیسی: HMS Resolution (1892)) یک کشتی بود که طول آن ۴۱۰ فوت ۵ اینچ (۱۲۵٫۱۰ متر) بود. این کشتی در سال ۱۸۹۲ ساخته شد.